# 야스토미정
야스토미정(安富町)은 효고현 남동부에 있던 정으로, 시소군에 속했다.
2006년 3월 27일, 히메지시에 편입과 동시에 시소군이 소멸하였다.

## 개요
효고현 중서부, 시소군 동쪽에 위치한 인구 약 6000명의 마을이다. 또한, 게이한신, 히메지시의 베드타운이지만 자연이 남아있는 전원지대이다. 주고쿠 자동차도로가 동서, 국도 29호선이 남북을 가로지르며, '꽃과 반딧불이의 도시'를 표어로 삼고있다.

## 역사
- 1956년 7월 1일 - 아나시촌, 도미스촌이 성립하였다.
- 2006년 3월 27일 - 히메지시에 편입되었다. 동일 야스토미정은 폐지되었다.

## 인구
- 히메지시에 인접해 있으며, 히메지시의 베드타운으로 인구가 증가하였다

| 년              | 조사명           | 인구    |
| --------------- | ---------------- | ------- |
| 1960년 10월 1일 | 제 9회 국제조사  | 4,953명 |
| 1965년 10월 1일 | 제 10회 국제조사 | 4,658명 |
| 제11회 국제조사 | 4,506명          |         |
| 제12회 국제조사 | 4,665명          |         |
| 제13회 국제조사 | 4,934명          |         |
| 제14회 국제조사 | 4,934명          |         |
| 제15회 국제조사 | 5,300명          |         |
| 1995년 10월 1일 | 제16회 국제조사  | 5,567명 |
| 제17회 국제조사 | 5,845명          |         |
| 제18회 국제조사 | 5,650명          |         |

## 교통

### 도로
- 주고쿠 자동차도
- 국도 제29호선